# Parorthomeria
Parorthomeria is een geslacht van wandelende takken uit de familie Aschiphasmatidae. De wetenschappelijke naam van dit geslacht is voor het eerst voorgesteld door Philip Edward Bragg in een publicatie uit 2006. De soorten van dit geslacht komen op Borneo voor.

## Soorten
- Parorthomeria alexis (Westwood, 1859)
- Parorthomeria cuprinus (Bragg, 2001)
- Parorthomeria turneri (Bragg, 2006)